# Хелстром (ТВ серија)
Хелстром (енгл. Helstrom) је америчка телевизијска серија творца Пола Збишевског за стриминг услугу Hulu, базирана на ликовима Дeјмона и Сатане Хелстром издавача Marvel Comics. Прича самосталну причу у оквиру Марвеловог филмског универзума. Серију су продуцирали Marvel Television и ABC Signature Studios, са Збишевским као шоуранером.
Том Остин и Сидни Лемон тим редоследом глуме Дејмона и Ану Хелстром, децу моћног серијског убице, који лове најгоре од човечанства. Елизабет Марвел, Роберт Виздом, Џун Керил, Аријана Гуера и Алан Јои такође глуме. Серија Хелтром је званично најављена са серијском наруџбином за Hulu у мају 2019. године, планирана као прва серија франшизе Авантура у страх студија Marvel Television. Снимање се одржало у Ванкуверу од октобра 2019. до марта 2020. године. Надзор над серијом је премештен на студио Marvel Studios у децембру 2019. године када је Marvel Television премештен у то предузеће.
Серија Хелстром је објављена 16. октобра 2020. године на стриминг услузи Hulu и састоји се од 10 епизода. Наишла је на углавном негативне критике, осећајући да су ликови и радња незанимљиви, мада су визуелни ефекти серије сматрани импресивним. Серија Хелстром је отказана 14. децембра 2020. године. Серија се емитовала од 16. новембра до 14. децембра 2020. године на каналу Fox у Србији.

## Радња
Дејмон и Ана Хелстром, деца серијског убице, лове најгоре од човечанства.

## Улоге и ликови

### Главне
| Глумац          | Улога                                     |
| --------------- | ----------------------------------------- |
| Том Остин       | Дејмон Хелстром                           |
| Сидни Лемон     | Ана Хелстром                              |
| Елизабет Марвел | Викторија Хелстром / Мајка / Лили / Ктара |
| Роберт Виздом   | Хенри / Чувар                             |
| Аријана Гуера   | Габријела Росети                          |
| Џун Керил       | Луиз Хејстингс                            |
| Алан Јои        | Крис Јен                                  |

### Споредне
| Глумац              | Улога             |
| ------------------- | ----------------- |
| Данијел Кадмор      | Кит Спиви / Басар |
| Дебора Ванвакенбург | Естер Смит        |
| Дејвид Меније       | Фин Милер         |
| Тревор Робертс      | Џошуа Кроу        |
| Хамза Фуад          | Дерик Џексон      |

### Гостујуће
| Глумац          | Улога              |
| --------------- | ------------------ |
| Сенди Робсон    | Алекс Тилден       |
| Шајн Вокер      | Елис               |
| Закари Вилијамс | Брајс              |
| Хиро Канагава   | Шон Окамото        |
| Камил Суливијан | Зои и Обри Ричардс |
| Фиона Дуриф     | Ктара              |
| Том Еверет      | Тераци             |
| Тарун Керам     | Ли                 |
| Мич Пилеџи      | Мардук Хелстром    |

## Епизоде
| Бр. еп. | Наслов                | Редитељ            | Сценариста               | Премијера         |
| --- | --------------------- | ------------------ | ------------------------ | ----------------- |
| 1 | Мамини мали помоћници | Дејна Рид          | Пол Збишевски            | 16. октобар 2020. |
| Дејмон Хелстром истражује случај запоседнутог дечака у Орегону. У међувремену, у Сан Франциску, Ана Хелстром организује аукцију да би разоткрила криминалца. Узнемирујући догађаји код Свете Терезе стварају нервозу, док Мајка остаје хоспитализована. |                       |                    |                          |                   |
| 2 | Вијатикум             | Андрес Енгстром    | Блер Батлер              | 16. октобар 2020. |
| После језиве несреће, Дејмон и Габријела се боре да спасу човекову душу, док мрачна сила покушава да их спречи. У међувремену, Јен постаје опседнут послом, а откриће доводи Ану назад до Свете Терезе.                                                 |                       |                    |                          |                   |
| 3 | Онај који је побегао  | Мајкл Офер         | Маркус Долцин            | 16. октобар 2020. |
| Дејмон и Ана сазнају више о уништењу које је њихов отац оставио за собом. Са Габријелом одлазе у посету потенцијалној жртви и схватају да су упали у проблем дубље него што су икада мислили. Хејстингс изненађује Чувара признањем.                    |                       |                    |                          |                   |
| 4 | Контрола              | Аманда Роу         | Шејла Вилсон             | 16. октобар 2020. |
| Демонска претња окупља необичну екипу. Дејмон и Ана путују у Сан Франциско у потрази за Јеном и реликвијом која би им помогла да победе непријатеља. Ана говори Дејмону о својим ваннаставним активностима и Габријелино самопоуздање је пољуљано.      |                       |                    |                          |                   |
| 5 | Обавезани             | Јованка Вучковић   | Ијан Собел и Марк Морган | 16. октобар 2020. |
| Није све како се чини када се Мајчино здравље нагло погорша. Док Ана трага за Јеном, Габријела помаже ученику да прихвати да демони живе међу људима. Дејмон долази до открића које значи живот или смрт.                                               |                       |                    |                          |                   |
| 6 | Левијатан             | Санфорд Букстејвер | Аманда Сигел             | 16. октобар 2020. |
| Мрачна сила приморава Хејстингса и Ану да сарађују. Дејмон и Габријела схватају да су догађаји у Крвавом хотелу повезани. Откривен је идентитет демона, што изненађује Ану и Дејмона. Јен је у предности.                                               |                       |                    |                          |                   |
| 7 | Ожиљци                | Бил Роу            | Марк Литнер              | 16. октобар 2020. |
| Моћни демон тражи новог домаћина, а Ана се мучи да управља својим мрачним нагонима. Дејмон добија понуду од Крви. Кућепазитељ се налази у невољи, а др Хејстингс изненађује Дејмона откривањем нових тајни о његовој прошлости.                         |                       |                    |                          |                   |
| 8 | Испод                 | Чери Ноулан        | Меги Бендур              | 16. октобар 2020. |
| Везе се продубљују, док се улог повећава. Како би спасли живот, Хејстингс и Ана морају да ураде незамисливо. Габријела и Дејмон путују у његов дом из детињства у потрази за старом реликвијом. Мајка губи сина, али добија наследника.                 |                       |                    |                          |                   |
| 9 | Бродови               | Кевин Тачароен     | Ијан Собел и Мет Морган  | 16. октобар 2020. |
| Дејмон и Габријела се налазе на узнемирујућој новој територији. Ана мора да донесе одлуку која ће неповратно променити ток живота брата и сестре. Викторија покушава да изглади однос, али можда је прекасно.                                           |                       |                    |                          |                   |
| 10 | Паклена олуја         | Џим О'Хенлон       | Пол Збишевски            | 16. октобар 2020. |
| Ана и Дејмон покушавају да спасу душу, али само Јен може да победи. Габријелин нови поглед на свет коси се са Дејмоновим уверењима, што ствара трзавице у групи. Викторија се удружује са Аном и Дејмоном, али њихова победа има цену.                  |                       |                    |                          |                   |